# 中村祐輔

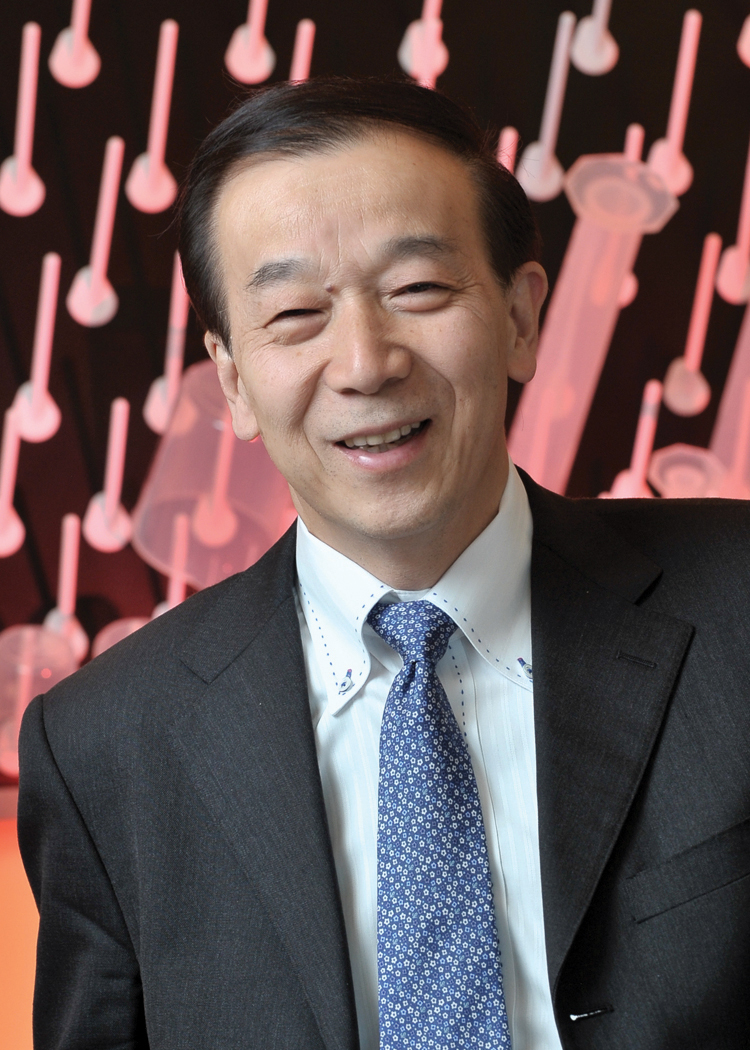
2012年6月の中村

中村 祐輔（なかむら ゆうすけ、1952年12月8日 - ）は、日本の医師・医学者。専門は、遺伝医学・ゲノム医学。医学博士（大阪大学・1984年）（学位論文「Sequences of cDNAs for human salivary and pancreatic α-amylases（ヒト唾液腺および膵α-アミラーゼcDNAのクローニング）」）。公益財団法人がん研究会がんプレシジョン医療研究センター所長、東京大学名誉教授、シカゴ大学名誉教授。文化功労者。大阪府出身。
大阪大学医学部附属病院第二外科での勤務を経て、ハワード・ヒューズ医学研究所研究員、ユタ大学助教授、財団法人癌研究会癌研究所生化学部部長、東京大学医科学研究所教授、東京大学医科学研究所ヒトゲノム解析センターセンター長、独立行政法人国立がん研究センター研究所所長、シカゴ大学医学部教授などを歴任。

## 概要
遺伝医学やゲノム医学を専攻する医学者であり、遺伝学や腫瘍学などの研究に従事した。ハワード・ヒューズ医学研究所研究員としてユタ大学で研究に従事し、のちにユタ大学の助教授となった。1989年に日本に帰国し、癌研究会にて癌研究所生化学部の部長、東京大学にて医科学研究所の教授やヒトゲノム解析センターのセンター長、国立がん研究センターにて研究所の所長、シカゴ大学にて医学部の教授を経て、がん研究会にてがんプレシジョン医療研究センターの所長に就任した。また、理化学研究所のゲノム医科学研究センターのセンター長や内閣官房の参与などにも併任された。2018年からは内閣府戦略的イノベーション創造プログラム プログラムディレクターも兼任した。2005年から2012年まで日本学術会議会員も務めた。日本癌学会誌『Cancer Science』編集長、日本人類遺伝学会理事長、日本がん分子標的治療学会理事長、日本癌学会理事なども歴任した。

## 研究
大阪大学医学部卒業後、4年間外科医として臨床に従事、その後は研究者として遺伝学、腫瘍学の分野で卓越した業績を残した。1987年にユタ大学のRaymond Leslie Whiteとともに、DNA多型マーカーである高度多型性VNTRマーカーを単離。1991年にがん抑制遺伝子APCを発見。2001年に「遺伝情報を網羅的に調べて一塩基多型と疾病との関係を調べる」というゲノムワイド関連解析の手法を開発し、2002年に同手法で心筋梗塞の感受性と関連するSNPを発見した。
1990年代からオーダーメイド医療の概念を提唱し、患者ひとりひとりの遺伝的差異・多様性に基づいた、個別化医療の推進に尽力した。2001年に、がん領域において基礎研究から実臨床への橋渡しを推進すべく、オンコセラピー・サイエンスを創設。
Google Scholarでのh指数が世界101位 (2018.7)。

## 略歴
- 1971年 大阪府立天王寺高等学校卒業
- 1977年 大阪大学医学部卒業、同第二外科入局。その後は市立堺病院などで勤務。
- 1984年 大阪大学より医学博士の学位を取得、学位論文の題は「Sequences of cDNAs for human salivary and pancreatic α-amylases（ヒト唾液腺および膵α-アミラーゼcDNAのクローニング）」。同年に渡米し、ユタ大学にポスドクとして留学、ハワード・ヒューズ医学研究所研究員となる。
- 1987年 ユタ大学人類遺伝学教室助教授
- 1989年 癌研究会癌研究所生化学部長
- 1994年 東京大学医科学研究所分子病態研究施設教授
- 1995年 東京大学医科学研究所ヒトゲノム解析センター長・教授
- 2005年 理化学研究所ゲノム医科学研究センター長
- 2010年 国立がん研究センター研究所長
- 2011年4月 内閣官房参与・内閣官房医療イノベーション推進室長(〜2011年12月)
- 2012年4月 シカゴ大学医学部内科・外科教授、個別化医療センター 副センター長(〜2018年6月)
- 2016年10月 がん研究会がんプレシジョン医療研究センター所長
- 2018年4月 内閣府戦略的イノベーション創造プログラム（SIP）プログラムディレクター(〜2023年3月)[2][3]
- 2022年4月 国立研究開発法人医薬基盤・健康・栄養研究所 理事長

## 受賞歴等
- 1991年 アメリカ合衆国メリーランド州名誉市民
- 1992年 高松宮妃癌研究基金学術賞「がん抑制遺伝子の研究」
- 1995年 日本人類遺伝学会賞
- 1996年 武田医学賞「ヒト遺伝子多型マーカーの単離とがんを中心とした疾患遺伝子の解析」[4]
- 2000年 慶應医学賞「ゲノム解析に基づいたヒト諸疾患の病因遺伝子の解明」[5]
- 2002年 日本癌学会・吉田富三賞
- 2006年 ブルガリア科学アカデミー会員
- 2010年 ヒトゲノム国際機構・チェン賞（Chen Award for Distinguished Academic Achievement in Human Genetic and Genomic Research）
- 2011年 ハルビン医科大学名誉教授
- 2013年 台北医学大学名誉教授
- 2020年 クラリベイト・アナリティクス引用栄誉賞

## 栄典
- 2004年 紫綬褒章
- 2021年 文化功労者[6]

## 主な論文
- Y. Nakamura, M. Leppert, P. O'Connell, Roger Wolff, T. Holm, M. Culver, C. Martin, E. Fujimoto, M. Hoff, E. Kumlin and R. White: Variable number of tandem repeat (VNTR) markers for human gene mapping. Science, 235:1616-1622, 1987.
- K.W. Kinzler, M.C. Nilbert, L. Su, B. Vogelstein, T.M. Bryan, D.B. Levy, K.J. Smith, A.C. Preisinger, P. Hedge, D. McKechnie, R. Finniear, A. Markham, J. Groffen, M.S. Boguski, S.F. Alschul, A. Horii, H. Ando, Y. Miyoshi, Y. Miki, I. Nishisho, and Y. Nakamura: Identification of FAP locus genes from chromosome 5q21. Science, 253:661-665, 1991.
- S. Satoh, Y. Daigo, Y. Furukawa, T. Katoh, N. Miwa, T. Nishiwaki, T. Kawasoe, H. Ishiguro, M. Fujita, T. Tokino, Y. Sasaki, S. Imaoka, M. Murata, T. Shimano, Y. Yamaoka, and Y. Nakamura: AXIN1 mutations in hepatocellular carcinomas, and growth suppression in cancer cells by virus-mediated transfer of AXIN1. Nature Genetics, 24:245-250, 2000.
- H. Tanaka, H. Arakawa, T. Yamaguchi, K. Shiraishi, S. Fukuda, K. Matsui, Y. Takei, and Y. Nakamura: A ribonucleotide reductase gene involved in a p53-dependent cell-cycle checkpoint DNA damage. Nature, 404:42-49, 2000.
- Y. Ohnishi, T. Tanaka, K. Ozaki, R. Yamada, H. Suzuki and Y. Nakamura: A high-throughput SNP typing system for genome-wide association studies. Journal of Human Genetics, 46:471-477, 2001.
- K. Ozaki, Y. Ohnishi, A. Iida, A. Sekine, R. Yamada, T. Tsunoda, H. Sato, H. Sato, M. Hori, Y. Nakamura, and T. Tanaka: Functional SNPs in the lymphotoxin-α gene that are associated with susceptibility to myocardial infarction. Nature Genetics, 32:650-654, 2002.
- The International HapMap Consortium: The International HapMap Project. Nature, 426:789-796, 2003.
- R. Hamamoto, Y. Furukawa, M. Morita, Y. Iimura, F. P. Silva, M. Li, R. Yagyu and Y. Nakamura: SMYD3 encodes a novel histone methyltransferase involved in the proliferation of cancer cells. Nature Cell Biology, 6:731-740, 2004.
- The International HapMap Consortium: A haplotype map of the human genome. Nature, 437:1299-1320, 2005.
- The International HapMap Consortium: A second generation human haplotype map of over 3.1 million SNPs. Nature, 449:851-861, 2007.
- Y. Kamatani, S. Wattanapokayakit, H. Ochi, T. Kawaguchi, A. Takahashi, N. Hosono, M. Kubo, T. Tsunoda, N. Kamatani, H. Kumada, A. Puseenam, T. Sura, Y. Daigo, K. Chayama, W. Chantratita, Y. Nakamura, and K. Matsuda: A genome-wide association study identifies variants in the HLA-DP locus associated with chronic hepatitis B in Asians. Nature Genetics, 41591-595, 2009.
- The International Warfarin Pharmacogenetics Consortium: Estimation of the warfarin dose with clinical and pharmacogenetic data. New Eng. J. Med., 360:753-764, 2009.

## 発言

### 新型コロナウイルスについて

#### イベルメクチンについて
- 新型コロナウイルスにイベルメクチンを使用することを推奨している[7]。

#### PCR検査について
- 「コロナでは専門家の間でも意見の対立はあったと思います。PCR検査を徹底的にやるのか、クラスター対策を中心にするのか。最終的には、政治家が科学者の意見を聞きながら｢エイヤー｣で決めるしかないのです。」（2021年4月26日）[8]

- 「クラスター対策を重視し、PCR検査を制限した政府の対策は科学を無視したものでした。」（2022年3月24日）[9]

#### ゲノム解析について
- 国立感染症研究所にはゲノムの専門家はいないと発言した[10]。

## テレビ番組
- 日経スペシャル ガイアの夜明け 「最先端！オーダーメード医療 ～あなただけの治療法 選びます～（2006年6月6日、テレビ東京）[11]。- オーダーメード治療を取材。

## 書籍

### 著書
- 『DNA診断学のすすめ』（1991年11月1日、メジカルビュー社）ISBN 9784895531511
- 『遺伝子で診断する』（1996年12月5日、PHP研究所 PHP新書）ISBN 9784569554556
- 『ゲノム医科学とこれからのゲノム医療』（2000年7月1日、羊土社）ISBN 9784897060798
- 『先端のゲノム医学を知る SNP解析・マイクロアレーによる創薬とオーダーメイド医療』（2000年9月10日、羊土社）ISBN 9784897066547
  - 『改訂 先端のゲノム医学を知る 進展するSNP解析・マイクロアレーによる創薬とオーダーメイド医療の実際』（2002年1月1日、羊土社）ISBN 9784897062716
- 『ゲノムが世界を支配する』（共著者:中村雅美）（2001年2月26日、講談社）ISBN 9784062104449
- 『対談集 先端バイオの先を読む トップサイエンティストたちの知的格闘』（共著者:大石道夫 勝木元也 中西重忠 本庶佑）（2001年12月20日、共立出版）ISBN 9784320055834
- 『ゲノム医学からゲノム医療へ イラストでみるオーダーメイド医療の実際と創薬開発の新戦略』（2005年1月1日、羊土社）ISBN 9784897064765
- 『分子レベルから迫る癌診断研究～臨床応用へ』（共著者:牛島俊和）（2007年11月1日、羊土社）ISBN 9784758102865
- 『これからのゲノム医療を知る 遺伝子の基本から分子標的薬、オーダーメイド医療まで』（2009年7月10日、羊土社）ISBN 9784758120043
- 『がんペプチドワクチン療法』（2009年10月1日、中山書店）ISBN 9784521731759
- 『がんワクチン治療革命』（2012年12月7日、講談社）ISBN 9784062171090
- 『これでいいのか、日本のがん医療』（2013年2月16日、新潮社）ISBN 9784103334316
- 『がん消滅』（2019年9月21日、講談社 講談社+α新書）ISBN 9784065170571
- 『ゲノムに聞け 最先端のウイルスとワクチンの科学』（2022年3月18日、文藝春秋 文春新書）ISBN 9784166613557

### 編集
- 『ラボマニュアル ヒトゲノムマッピング』（共編者:堀雅明）（1991年3月30日、丸善）ISBN 9784621035757
- 『遺伝子病 Bio Science用語ライブラリー』（1996年8月10日、羊土社）ISBN 9784897062570
- 『ゲノム解析ラボマニュアル』（1998年8月3日、シュプリンガーフェアラーク東京）ISBN 9784431707653
- 『整形外科疾患からみた分子生物学』（共編者:高岡邦夫）（1998年10月20日、南江堂）ISBN 9784524212842
- 『ゲノム医学の新しい展開 難病・がん・生活習慣病への挑戦』（共編者:榊佳之）（1998年11月10日、講談社）ISBN 9784061536579
- 『医科遺伝学』（共編者:新川詔夫 山村研一 辻省次、監修:松田一郎）（1999年4月25日、南江堂）ISBN 9784524212132
- 『ゲノムサイエンス 生命の全体像の解明をめざして』（共編者:榊佳之 金久実 大木操 小原雄治 高木利久）（1999年7月10日、共立出版）ISBN 9784320055216
- 『SNP遺伝子多型の戦略 ゲノムの多様性と21世紀のオーダーメイド医療』（監修:松原謙一 榊佳之）（2000年6月5日、中山書店）ISBN 9784521610115
- 『基礎からわかるゲノム解析実験法 中村祐輔ラボ・マニュアル』（2002年4月10日、羊土社）ISBN 9784897062754
- 『がんの診断と治療 がん研究のいま 3』（共編者:稲沢譲治）（2006年3月20日、東京大学出版会）ISBN 9784130642439

### 監修
- 『遺伝子の謎を楽しむ本 DNAのしくみから最新情報まで』（2002年3月15日、PHP研究所 PHP文庫）ISBN 9784569577043
- 『がんペプチドワクチン療法(第1集) 第4のがん治療法への期待』（編者:市民のためのがんペプチドワクチンの会）（2012年8月27日、旬報社）ISBN 9784845112753

### 監訳
- 『ディープメディスン AIで思いやりのある医療を！』（著者:エリック・トポル、訳者:柴田裕之）（2020年5月28日、NTT出版）ISBN 9784757183025